# スラムラ川
スラムラ川（グルジア語: სურამულა、グルジア語ラテン翻字: Suramula）は、ジョージアのシダ・カルトリ州ハシュリ地区を流れる川。ムツクヴァリ川の左支流。リヒ山脈の標高1,200メートル付近を水源とする。全長42キロメートル。流域面積719平方キロメートル。雨・雪・地下水が供給源である。春と秋に水量が多くなり、冬は水量が少なくなる。
この川は亜硝酸性窒素などの物質で汚染状態に置かれている。かつては過剰な量の鉄によっても汚染されていたが、この問題はその後解決された。